# Janusz Roszko
Janusz Roszko (ur. 4 listopada 1932 we Lwowie, zm. 10 lutego 1995 w Krakowie) – polski reporter, współtwórca telewizyjnej „Kroniki Krakowskiej”, pisarz, entuzjasta archeologii.

## Życiorys
Syn Franciszka, poległego w bitwie nad Bzurą w 1939 r. i Anny Marii zd. Tatarczyńskiej, bratanek księdza ormiańskokatolickiego Kazimierza Roszki.
Studia ukończył na Uniwersytecie Jagiellońskim w 1954 roku na Wydziale Historyczno-Filologicznym. Od 1954 roku należał do PZPR. Był reporterem „Dziennika Polskiego” oraz członkiem redakcji „Życia Literackiego”. Na przełomie lat 50. i 60. XX w. związany był z grupą poetycką Muszyna. Za twórczość reportażową otrzymał dwukrotnie nagrodę im. Juliana Bruna: w roku 1957 (II stopnia) oraz w roku 1962 (I stopnia). Był laureatem licznych nagród w konkursach literackich i dziennikarskich. M.in. zdobył II nagrodę w powojennym turnieju reporterów pn. „Opisanie Łodzi” w 1961 roku, II nagrodę w konkursie „Polityki” na reportaż o tzw. Polsce B oraz pierwsze miejsce w konkursie literackim XX-lecia PRL za reportaż Bez korony. Był laureatem nagrody im. B. Prusa I stopnia. W latach 50. zainteresował się archeologią podróżując po zapomnianych polskich grodziskach. Okres tworzenia się państwowości polskiej zainteresował go na tyle, że poświęcił temu tematowi książki historyczne (Pogański książę silny wielce, Kolebka Siemowita).
Wydano także jego reportaże (Bez korony, Palenie Judaszów, Trzynaście portretów, Romantyka małych portów) oraz opowieści biograficzne (Ostatni rycerz Europy o Kazimierzu Pułaskim, Awanturnik nieśmiertelny o Maurycym Beniowskim, Westerplatte broni się jeszcze), także o K. Pruszyńskim.
W 1974 roku Janusz Roszko zakupił i poddał gruntownej restauracji dwór z otoczeniem parkowym w Bolechowicach.

## Publikacje
- Zaułek sześciu wieków – Iskry 1963 (wspólnie ze Stefanem Bratkowskim)
- Nie będzie balu dla weteranów – Iskry 1964 (wspólnie ze Stefanem Bratkowskim)
- Bez korony – Czytelnik 1965
- Palenie Judaszów – Iskry 1966
- Ostatki staropolskie – Czytelnik 1966(wspólnie ze Stefanem Bratkowskim)
- Brzegami Popradu – Sport i Turystyka 1967 (album)
- Miedziany kraj – Czytelnik 1968
- Milowy krok – Książka i Wiedza 1969
- Pogański książę silny wielce – Iskry Warszawa 1970
- Kolebka Siemowita – Iskry 1974
- Ostatni rycerz Europy – Śląsk 1983.
- Awanturnik nieśmiertelny – Śląsk 1989

## Odznaczenia
- Krzyż Oficerski Orderu Odrodzenia Polski[5]
- Krzyż Kawalerski Orderu Odrodzenia Polski
- Medal 40-lecia Polski Ludowej (1984)[6]